# HD 189733 b
HD 189733 b, katalogizovaná také jako V452 Vulpeculae b, je exoplaneta hvězdy HD 189733. Je vzdálena asi 63 světelných let od Slunce, nachází se v souhvězdí Lištičky. Objevena byla 5. října 2005. Jde o první exoplanetu, na níž byl zjištěn methan. Je také první planetou, u které byla určena barva. Ta je azurově modrá. Objev byl učiněn pomocí Hubbleova vesmírného teleskopu.
Na planetě objevený metan hraje podle dnešních představ důležitou roli při vzniku života. Kvůli povrchové teplotě planety je však prakticky nemožné, aby na ní vznikl život pozemského typu.
V roce 2007 byla úspěšně zmapována teplota atmosféry planety a byla tak získána první teplotní mapa atmosféry exoplanety. Jedná se o plynného obra – horkého Jupitera, u nějž byla zmapována plynná mračna ve svrchních částech jeho atmosféry. Planeta oběhne svou hvězdu jednou za 2,2 dne. Tato planeta má vázanou rotaci, je k hvězdě natočena stále stejnou stranou a na její přivrácené straně se nachází „horká skvrna“ (nejteplejší oblast), která má ke hvězdě sklon 30°. Teplota tmavé strany se odhaduje na 650 °C a teplota přivrácené strany činí 930 °C. Tento nepříliš velký rozdíl se přisuzuje silným větrům v atmosféře, které dosahují rychlostí blížících se 9 700 km/h, teplou skvrnu postupně tlačí směrem na východ a tím pomáhají vyrovnávat rozdíly teplot na obou stranách planety.
V roce 2008 byla objevena atmosféra tvořená oxidem uhličitým, methanem a vodními parami.